# いなみ太子伝観光祭
いなみ太子伝観光祭（いなみたいしでんかんこうさい）は、富山県南砺市（旧・井波町）で、7月の最終土・日曜日に行われる祭りである。真宗大谷派井波別院瑞泉寺の太子伝会（たいしでんえ）に合わせて開催される。

## 概要
井波別院瑞泉寺は、聖徳太子の生涯を描いた『絹本著色聖徳太子絵伝 8幅（国認定 重要美術品）』を有しており、毎年7月21日から29日まで瑞泉寺宝物の虫干しも兼ね、この8幅の絵を使用し仏の教えを説く、全国でも珍しい「太子伝会（絵解き説法）」が行われる。この期間に合わせ、南砺市商工会井波支部や、井波地域づくり協議会などでつくる実行委員会により、井波町の本町通りや、交通広場で行われるのが、いなみ太子伝観光祭である。

## 木遣り
井波の木遣り唄の起源は、瑞泉寺が江戸時代に焼失した際、再建のための木材を五箇山より庄川を利用し運んだときに唄われたものとされ、旧井波駅（観光案内所）前から瑞泉寺太子堂までを、井波木遣り唄にのせて踊り歩く。
男子は采配と呼ばれる竹の棒の先に白い紙（またはビニール）がついたものを持ち、女子は日の丸の扇子を両手に持って踊る。
踊り子は井波木遣りの会のメンバーと、地元の井波中学校の生徒である。

井波木遣り唄
夫栴檀は二葉にて　名も恐ろしき伊蘭樹の
劇しき毒を消滅し　崑崙山の徳として
石を転じて黄金とす　琥珀の徳は塵を吸い
磁石は鉄に付く慣い　山木石の類すら
其の約束を違はねば　謂んや深き誓いある
無碍光如来の名号は　無量生死の罪消へて
逆悪摂取の利益ある　何に疑ひのあるべきや
濁悪邪見の我等には　かの名号を与へてぞ
救いましますしるしには　深山の奥の埋れ木も
井波御坊の材木と　曳き出ださるる不思議さよ
忝なくもこの寺は　百一代の御代の時
後小松院の帝より　勅願所のお寺なり
釈如様の開基にて　教へは尽きせぬ瑞泉寺
釈如上人砺波野に　太子の絵伝をお供して
何処に寺を建つべしと　此処や彼処を見給ふに
乗らせ給ひし御馬が　三度嘶きしずしずと
足にて大地を掘りければ　にわかに清水わき上がり
臼浪水とて今にあり　夫故井波と付け給ふ
その越中井波には　かの有名な瑞泉寺
人の心も荒磯の　砺波の里を此処彼処

## 氷の彫刻フェスティバル
井波地域は古くから木彫刻の盛んな地域であり、多くの人に彫刻を親しんでもらうべく、氷の彫刻が行われている。
全国から数名のプロの氷の彫刻師を招き、作品の制作実演を行なっている。
また、近年は地元の井波小学校の6年生が学年活動として、参加している。
飛び入り参加も数組であれば可能である。